# 嶺東高速公路
嶺東高速公路（：／ Yeongdong gosokdoro */?），是連接韓國仁川廣域市南洞區和江原道江陵市的一條高速公路，因通往嶺東地方得名。長約234公里。
1971至1994年分段開通。

## 重大事件
- 2014年Ladies' Code 車禍事件，成員高恩妃、權梨世相繼逝世。